# Інтелектуальна власність (журнал)
«Інтелектуальна власність» — український науково-практичний журнал.
Журнал рекомендовано Міністерством освіти і науки України для використання вищими навчальними закладами при вивченні дисципліни «Інтелектуальна власність».
Науково-практичний журнал «Інтелектуальна власність в Україні» — перше українське видання для фахових дискусій щодо набуття, здійснення та захисту прав на винаходи, торговельні марки, твори літератури, науки, мистецтва, комерційну таємницю тощо.
Аудиторія — керівники та співробітники промислових підприємств, юридичних фірм, наукових та освітніх закладів, патентні повірені, та звісно, самі творці — винахідники, автори, виконавці.
Історія
Видається з 1998 р. Заснований та у 1998—2000 рр. очолюваний доктором наук у галузі права Петром Крайнєвим.
Зміст
На сторінках журналу проводяться фахові дискусії щодо набуття, здійснення та захисту прав на винаходи, торговельні марки, твори літератури, науки, мистецтва, комерційну таємницю тощо.
Аудиторія
Керівники та співробітники промислових підприємств, юридичних фірм, наукових та освітніх закладів, патентні повірені, та самі творці — винахідники, автори, виконавці.
Видавець
ТОВ «Аспект-2003» — компанія, заснована колективом редакції, який готує випуски журналу з місяця у місяць, починаючи з 1998 року.